# Bergbaupfad Mildenau
Der Bergbaupfad Mildenau ist ein Bergbaulehrpfad im erzgebirgischen Mildenau (sächsischer Erzgebirgskreis). Er wurde am 27. Mai 2018 offiziell eingeweiht. Der Bergbaupfad wurde vom Schulverein Mildenau gestaltet und teilweise aus Spenden finanziert. Insgesamt existierten in Mildenau etwa 230 Stollen und Gruben.

## Verlauf

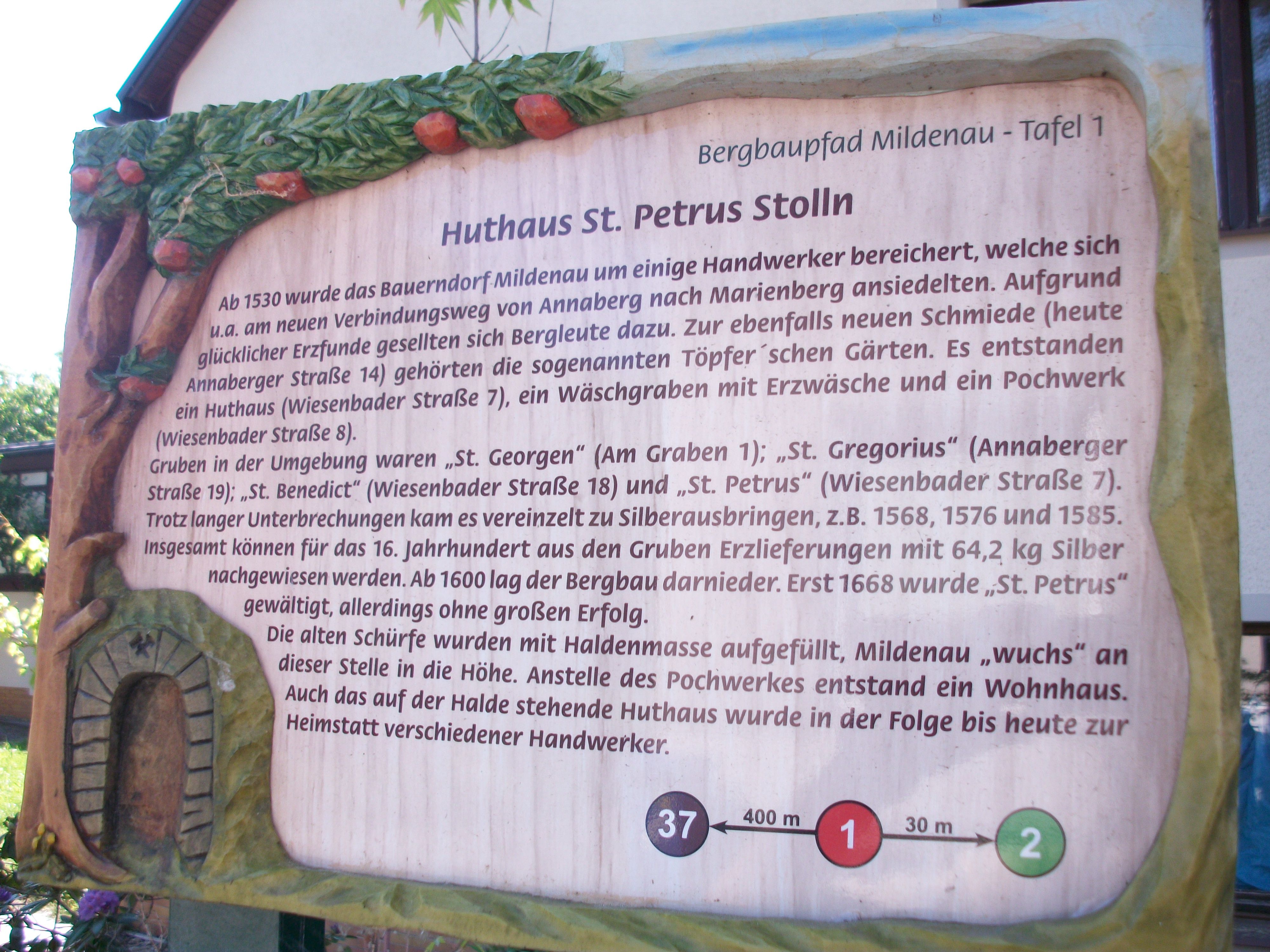
Bergbaupfad Mildenau, Tafel 1 Huthaus St. Petrus

Der als Rundwanderweg angelegte Bergbaulehrpfad Mildenau ist etwa 25 km lang und hat 38 Stationen, die den Alt- und Wismutbergbau zum Thema haben.

## Die Wanderung
Obwohl in dem Begleitheft zum Bergbaulehrpfad darauf hingewiesen wird, das der Lehrpfad keine feste Route darstellt, soll versucht werden ihn als Rundwanderung zu erleben. Der Weg beginnt mitten in Mildenau. Die 1. Tafel steht am Huthaus der St. Petrus Fundgrube 50° 36′ 2,2″ N, 13° 4′ 6,2″ O. Diese Grube samt Stolln war von 1591 bis 1615 und nochmals von 1668 bis 1675 in Betrieb. Nach ca. 34 m in nördlicher Richtung auf der Wiesbadener Straße beginnt rechter Hand an der 2. Tafel der Conradsteig (Erzsteig) 50° 36′ 3,3″ N, 13° 4′ 7,2″ O. Nach Durchquerung der Wiesenaue mit dem Sandbach erreicht man auf dem Langen Weg nach 210 m linker Hand die 3. Tafel. Sie weist auf einen hier einmal vorbei führenden Kunstgraben (Mühlgraben) 50° 36′ 8,8″ N, 13° 4′ 9,7″ O hin. Dem Lange Weg nach Norden folgend erreicht man nach 90 m an der 4. Tafel am Wiesenweg 8 die St. Nicolaus Zeche 50° 36′ 12,3″ N, 13° 4′ 42,2″ O. Diese war von 1612 bis 1630 und nochmals von 1691 bis 1699 in Betrieb.
1. Wiesenbader Störung 50° 36′ 18,2″ N, 13° 4′ 26,4″ O
2. AG Wismut (Tiefschurf 61 und Tagesüberhauen 61/1) 50° 36′ 25″ N, 13° 3′ 59,6″ O
3. Zechenhaus Kannelloch 50° 36′ 15,5″ N, 13° 3′ 25,6″ O
4. Drachenberg 50° 36′ 17,7″ N, 13° 3′ 24,8″ O
5. 50° 36′ 16,4″ N, 13° 3′ 21,8″ O
6. Hauptschacht und Halde der Uthmann Fundgrube 50° 36′ 11,6″ N, 13° 3′ 27,5″ O
7. Frisch Glück Fundgrube 50° 36′ 9,3″ N, 13° 3′ 11,4″ O
8. Zinnzeche Vierbrüder 50° 35′ 44,4″ N, 13° 2′ 53,2″ O
9. Silberzeche Güldener Stern 50° 35′ 26,3″ N, 13° 3′ 2,3″ O
10. Halde Güldener Stern 50° 35′ 25,3″ N, 13° 3′ 15,2″ O
11. Richterberg: Friedrich Poetius und Johann Friedrich Poetius
12. Fundgrube Güldener Mond 50° 35′ 20,4″ N, 13° 3′ 4,3″ O
13. Gewerkschaft 50° 35′ 21,4″ N, 13° 2′ 49,2″ O
14. Saigerverfahren
15. Schlicht 50° 34′ 35,1″ N, 13° 3′ 16,6″ O
16. Schutzhütte Hagebuttenweg 50° 34′ 47,6″ N, 13° 3′ 47,3″ O
17. „Sturm auf die Mildenauer Pfarre“ (1525) 50° 34′ 59,5″ N, 13° 4′ 1,6″ O
18. Schurf 557 (Wismutbergbau) 50° 34′ 34,3″ N, 13° 4′ 14,8″ O
19. Schürfe 551 und 552 (Wismutbergbau) 50° 34′ 12,2″ N, 13° 4′ 17″ O
20. Bergbau an der Herrmannshöhe 50° 34′ 0,6″ N, 13° 3′ 55,4″ O
21. Objekt 04, Revier Mildenau (Wismutbergbau) 50° 33′ 52,2″ N, 13° 4′ 32″ O
22. Schurf 24 (Wismutbergbau) 50° 33′ 24,7″ N, 13° 4′ 11,8″ O
23. Schurfgräben (Wismutbergbau) 50° 33′ 39,9″ N, 13° 4′ 49″ O
24. historische Wegekreuzung Katzensilberweg-Kohlenstraße 50° 33′ 52,3″ N, 13° 5′ 41″ O
25. Kompressorfundamente (Wismutbergbau) 50° 34′ 14,7″ N, 13° 4′ 42,6″ O
26. Goldner Hirsch Stolln 50° 34′ 17″ N, 13° 4′ 45,3″ O
27. Huthaus Hienhauber Stolln 50° 34′ 22,7″ N, 13° 4′ 39,7″ O
28. Erhörung Gottes Stolln, Schurfschacht 559 (Wismutbergbau) 50° 34′ 36,5″ N, 13° 4′ 32,5″ O
29. Auferstehung Christi Fundgrube 50° 34′ 44,4″ N, 13° 4′ 35,8″ O
30. Wasserstolln 50° 35′ 23,1″ N, 13° 4′ 3,3″ O
31. Segen Gottes Stolln 50° 35′ 32,2″ N, 13° 4′ 12″ O
32. Dorothea Erbstolln 50° 35′ 49,4″ N, 13° 4′ 12,8″ O
33. Geburtshaus von Johann Theodor Roscher 50° 35′ 49,9″ N, 13° 4′ 9,5″ O
34. Hauptschacht, unbekannte Grube 50° 35′ 47,4″ N, 13° 4′ 39,1″ O